# Renault Clio Cup Bohemia
Clio Cup Bohemia, značkový pohár vozů Renault Clio, vznikl v roce 2011 a do jeho skončení v roce 2013 v něm startovalo 29 závodních týmů a 71 jezdců, reprezentujících dvanáct národností. V průběhu tří let bylo uspořádáno 38 závodů, které se konaly na devíti tratích v rámci doprovodného programu nejprestižnějších sérií jako Mistrovství světa cestovních vozů, Evropský pohár cestovních vozů, Evropský pohár závodů tahačů, 24h Nurburgringu nebo šampionátu FIA GT.
Závody přímo na místě sledovalo více než milion diváků a další tři miliony prostřednictvím televizních obrazovek.

## Přehled vítězů
| Rok  | Celkový vítěz / Tým                        | Pohár Elf Junior / Tým                | Pohár Sparco Gentleman / Tým         | Pohár národů | Dámský pohár                      |
| ---- | ------------------------------------------ | ------------------------------------- | ------------------------------------ | ------------ | --------------------------------- |
| 2011 | Reto Wuest, Wuest Motorsport               |                                       |                                      |              |                                   |
| 2012 | Marc-Uwe von Niesewand, Schlaeppi Race-Tec | Jan Kisiel, Waab Motorsport           | 2012 Daniel Hadorn, Wuest Motorsport | Německo      |                                   |
| 2013 | Dino Calcum, Stucki Motorsport             | Julien Schlenther, Schlaug Motorsport | Rene Leutenegger, Wuest Motorsport   | Švýcarsko    | Ronja Assmann, Steibel Motorsport |

CENA FAIR PLAY
Pascal Eberle, Steibel Motorsport